# 西鐵集團

西鐵集團（日语：西鉄グループ）是日本的一家以西日本鐵道株式會社為核心的一個企業集團。2021年3月31日時，西鐵集團包括85家企業和1個學校法人。

## 外部連結
- 企業・グループ情報 （页面存档备份，存于） - 西鉄グループ
- 恋するフォーチュンクッキー　にしてつグループ Ver. （页面存档备份，存于）